# Diego Rottensteiner
Diego Rottensteiner (* 11. Mai 1984 in Graz) ist ein ehemaliger österreichischer Fußballspieler auf der Position eines Stürmers, der hauptberuflich als Lehrer und Schuldirektor tätig ist und nebenbei auch als Fußballtrainer in Erscheinung tritt.

## Karriere
Diego Rottensteiner wurde am 11. Mai 1984 in Graz geboren und nach dem Idol seines Vaters, Diego Maradona, benannt. Sein erster Verein war der ASV Puch, bei dem er als Sechsjähriger angemeldet wurde. Zwischenzeitlich spielte er auf Kooperationsbasis im Nachwuchs des ESK Graz und des SK Sturm Graz, wo unter anderem Patrick Wolf zu seinen Teamkollegen zählte. Im Jahre 1998 wechselte er fix zum SK Sturm Graz, wo er unter anderem im Bundesnachwuchszentrum der Grazer aktiv war und bis 2003 zu Einsätzen in den Jugendmannschaften kam.
Von Sommer 2003 bis zum Ende der Saison 2006/07 spielte der Stürmer im Profibereich des SK Sturm Graz, gehörte parallel dazu jedoch vorrangig den Amateuren des Klubs an.
Zur Saison 2007/08 wechselte er leihweise vom SK Sturm zur Kapfenberger SV, um in der Ersten Liga Spielpraxis zu sammeln. Nachdem die Kapfenberger SV die Kaufoption zog, entschied sich die Vereinsführung, Rottensteiner nach 30 absolvierten Meisterschaftspartien, sowie sechs Toren und dem Meistertitel der Ersten Liga in der Saison 2007/08, ab Beginn der Spielzeit 2008/09 an den Aufsteiger in die Erste Liga, den 1. FC Vöcklabruck, abzugeben. Zu diesem Zeitpunkt war Rottensteiner allerdings bereits integrierter Stammspieler der Kapfenberger.
Nach 15 Ligaspielen, aber ohne Torerfolg verließ er am Ende der Saison 2008/09 den Vöcklabrucker Verein, nachdem dieser in finanzielle Probleme geraten war und den Spielbetrieb einstellen musste.
Die Saison 2009/10 beim SVL Flavia Solva begann für Rottensteiner sportlich gesehen ganz passabel. In den ersten neun Spielen der Saison noch ohne wirklichen Torerfolg, gelang ihm am 2. Oktober 2009 in der 10. Runde beim 5:1-Heimsieg über den FC St. Veit ein lupenreiner Hattrick. Nur acht Tage später, am 10. Oktober 2009, gelang Rottensteiner ein ähnliches Kunststück. So erzielte er beim 6:1-Auswärtssieg über den SV Allerheiligen nach 32 Minuten sein erstes Tor, weitere drei sollten in der zweiten Halbzeit folgen. Nach diesen zwei Spielen war es für ihn ein Einstand nach Maß. Allerdings konnte der Ligaabstieg nicht verhindert werden, weshalb sich der gelernter Stürmer für den DSV Leoben entschied. Nach zwei Saisonen beim DSV Leoben wechselte er zum Ligakonkurrenten FC Gratkorn. Von 1. Jänner 2013 bis zum Ende der Saison 2012/13 war er als Stürmer beim SV Pachern in der Landesliga Steiermark aktiv.
Im Sommer 2013 wechselte er zum Fünftligisten FC Lankowitz, von dem er nach abermals zwei Jahren unter dem neuen Trainer Mario Haas wieder zurück zum SV Pachern, der mittlerweile ebenfalls in der Fünftklassigkeit agierte, wechselte. Des Weiteren war der zu dieser Zeit hauptberuflich als Lehrer an der NMS Albert Schweitzer in Graz tätige Rottensteiner auch als Nachwuchstrainer beim SV Pachern engagiert. Noch in der Winterpause verließ er den Verein, um zum FC Lankowitz zu wechseln, bei dem er in weiterer Folge äußerst torgefährlich agierte und es bei 37 Meisterschaftsspielen auf 25 Tore brachte. Im Sommer 2015 schloss er sich ein weiteres Mal dem SV Pachern an und brachte es bis zu seinem Abgang in der Winterpause 2016/17 auf 32 Ligaeinsätze und zwölf -tore. Das Frühjahr verbrachte er in der Gebietsliga West beim SVU St. Stefan ob Stainz, für den er in sieben Meisterschaftspartien auf sechs Torerfolge kam. Die darauffolgende Saison 2017/18 pausierte er als Spieler und trainierte während dieser Zeit an der Seite seines einstigen Teamkollegen in Vöcklabruck, Leoben und Gratkorn, Dominik Hackinger, die U-10-Mannschaften am Jugendausbildungszentrum (JAZ) GU-Süd und war nebenbei auch Trainer dessen U-7-Mannschaft.
Als Spieler trat erst wieder ab der Spielzeit 2018/19 für den SV Andritz in Erscheinung. Für ebendiesen brachte er es bis zu seinem Karriereende am Ende der Spielzeit 2021/22 auf 39 Tore bei 45 Ligaauftritten in der Unterliga Mitte. Seinen letzten Pflichtspieleinsatz absolvierte er am 25. September 2021 bei einer 3:5-Auswärtsniederlage gegen die zweite Mannschaft des Grazer AK, bei der er die komplette erste Halbzeit absolvierte und in Minute 24 per Strafstoß zum zwischenzeitlichen 1:1-Ausgleich traf.
Zum Ende des Schuljahres 2023/24 war Rottensteiner, der eine pädagogische Ausbildung absolviert hatte, Lehrer für Mathematik sowie Bewegung und Sport an der NMS Weiz und arbeitete nebenbei als Individualtrainer am LAZ Weiz. Seit 2024 ist er als Direktor der Mittelschule und Musikmittelschule (MMS) Gratwein tätig. Am LAZ ist er heute (Stand: September 2024) noch immer als Individualtrainer tätig und absolvierte 2023/24 seine bislang letzte Weiterbildung (Stand: September 2024).

## Erfolge
mit der Kapfenberger SV
- 1× Meister der Ersten Liga: 2007/08 (Aufstieg in Bundesliga)